# Galfred de Percy
Galfred de Percy también Geoffrey el valiente, Galfrid de Percie y Jeffrey Percie (nórdico antiguo: Guðfriðr, c. 860) fue un noble normando de origen vikingo, uno de los barones de Rollo de Normandía. Era hijo de Manfred el Danés y Agnes de Blois, y pertenecía a la primera generación nacida en Normandía. A diferencia de los primeros barones, fue bautizado en 912 en Artois. Ese mismo año (912) Rollo y Geoffrey (Galfred) subyugaron la zona conocida actualmente como la aldea de Percy en Villedieu, un pequeño feudo en Cotentin. La primera casa establecida allí se conocía como Château de Percey en Percy-en-Auge, el hogar ancestral de los Percy, una comuna de Calvados.
De Galfred descienden cuatro generaciones de nobles normandos antes de la Conquista de Inglaterra, todos ellos obtuvieron grandes extensiones de tierra en el ducado.

## Herencia
No se conoce el nombre de su esposa, pero tuvo un hijo, Guillermo de Percy (c. 925), conde de Caux y gobernador de Baja Normandía. Fue asesinado por Hugo Capeto.  
Otros descendientes:
Geoffrey II de Percy (c. 940), hijo de Guillermo, conde de Caux y Poitiers;
William II de Percy (c. 980), conde de Caux y Poitiers;
Geoffrey III de Percy, (c. 1000-1059), conde de Caux y Poitiers. Sire de Percy;
William de Percy, primer referente de la casa de Percy en Inglaterra. Acompañó a Roberto II de Normandía en la primera cruzada y murió en Tierra Santa.